# Giuseppe Valle
Giuseppe Valle (Sassari, 17 dicembre 1886 – Roma, 20 luglio 1975) è stato un atleta, dirigente sportivo e generale italiano, che ricoprì l'incarico di sottocapo di stato maggiore (1929-1930) e poi di capo di stato maggiore dell'Aeronautica dal 15 ottobre 1928 al 10 novembre 1939.
All'età di tredici anni, fu tra i primi soci della Lazio.

## Biografia
Frequenta l'Accademia militare di Modena e la Scuola di applicazione di artiglieria e genio e il 5 settembre 1907 è promosso al grado di sottotenente in servizio permanente effettivo. Il Tenente Valle nel 1910 è uno dei primi ufficiali del Battaglione Specialisti del Servizio Aeronautico e nel novembre del 1911 viene assegnato in servizio navigante sul dirigibile militare P.1, basato a Vigna di Valle. Il mese successivo si imbarca come ufficiale di bordo sul dirigibile P.2, impiegato nella guerra di Libia, rimanendovi fino al maggio 1912. 
Dall'agosto 1912 il Tenente Valle è uno degli ufficiali che presiedono agli esperimenti ed al montaggio e che ne costituiscono il primo equipaggio dell'M.1 (dirigibile).
Il 19 giugno 1914 viene nominato comandante in 1ª di dirigibile.
Dopo l'entrata in guerra dell'Italia nella prima guerra mondiale, il 24 maggio 1915, assume il comando del dirigibile P.4 della Marina a Campalto fino alla fine del successivo mese di settembre e poi la direzione del 4° Cantiere dirigibili. 
Il 30 maggio 1915 da Campalto decolla alle 19:35 al comando del dirigibile P.4 con a bordo il tenente Francesco Pricolo. L'aeronave sgancia 4 torpedini da 162, 4 da 130 e 6 incendiarie alle 22.30 da 1.450 metri sull'arsenale di Pola. Le torpedini incendiarie vennero lanciate sullo Scoglio Santa Caterina (Pola) e sui depositi di nafta. 
Alla fine del settembre 1915 il Capitano Valle fu trasferito al Cantiere della Marina di Ferrara per comandare il V.2 da ottobre 1915 a maggio 1916, poi l'M.14 e quindi dei Cantieri mobilitati di Padova e dell'Aeroporto di Ferrara-San Luca dal novembre 1915 al maggio 1916. 
Il 5 aprile 1916 decolla da Ferrara con il V.2 alle 22:30 (il suo ufficiale di bordo era il capitano Pricolo) per sganciare 600 kg di esplosivo, da 1.950 metri di quota, alle 02:00 del 6 maggio sul nodo ferroviario di Nabresina.
Il 25 maggio successivo sempre con in V.2 parte da Ferrara alle 20:45 e, dopo il malfunzionamento del terzo motore, decide di non entrare in territorio nemico ma di lanciare 16 granate-mina da 118 mm e 12 da 162 mm sulle difese e strutture di Punta Salvore rientrando a Ferrara alle 04:15.
Dal 1º luglio 1916 prende il comando del dirigibile M.9 fino al giugno 1917.
Transita nelle file della Regia Aeronautica, dopo la sua costituzione come arma indipendente nel 1923, con il grado di colonnello assumendo l'incarico di comandante del Gruppo dirigibili.
Nel 1926 consegue il brevetto di pilota di idrovolante, per essere poi nominato comandante della neonata Accademia Aeronautica. Il 28 marzo 1926 riceve dal re Vittorio Emanuele III la bandiera di istituto. Nel novembre 1928 lascia il comando dell'Accademia Aeronautica per assumere le funzioni di capo dell'Ufficio centrale del demanio. Nel 1929 diviene di Sottocapo di stato maggiore dell'Aeronautica, incarico che lascia il 22 febbraio 1930 per divenire Capo di stato maggiore della Regia Aeronautica, alle dipendenze del Ministro Italo Balbo.
Tra il dicembre 1930 e il gennaio 1931 prende parte alla Crociera aerea transatlantica Italia-Brasile, la prima delle due trasvolate atlantiche di massa organizzate da Balbo. Il 10 novembre 1933 lascia l'incarico di Capo di stato maggiore, per riassumerlo il 22 marzo 1934. L'incarico era abbinato alla carica di Sottosegretario di Stato, alle dirette dipendenze del Ministro Benito Mussolini. La dipendenza agli ordini del Duce era, però, solo formale in quanto gli venne sempre lasciata ampia autonomia. 
Balbo ricevette la lettera in cui gli si comunicavano i nuovi compiti il 5 novembre 1933, rispose con un «Mio grande capo, sempre agli ordini!» e il 7 si recò da Mussolini per la consueta visita di congedo. Il ministero dell'aviazione ritornò nelle mani del Duce, che dimissionò anche Raffaello Riccardi da sottosegretario, con il generale Valle che rimase Capo di stato maggiore della Regia Aeronautica ed assunse anche l'incarico di Sottosegretario. In questa nuova veste il generale Valle scrisse un rapporto segreto in cui dimostrò che Balbo aveva falsificato le cifre sull'effettiva consistenza numerica degli aeroplani, salvo essere accusato dal suo successore, Francesco Pricolo, di aver fatto la stessa cosa Data l'attitudine dei capi fascisti di mettersi in cattiva luce l'un l'altro agli occhi di Mussolini, le dichiarazioni di Valle sono da prendere con cautela: Balbo, nei fatti, fu certamente più energico e miglior organizzatore della maggior parte dei suoi colleghi. In ogni caso anche il Duce, pochi giorni dopo averlo licenziato, lo informò che la cifra di 3.125 aeroplani in forza alla Regia Aeronautica da lui fornita era esagerata. Balbo dovette scusarsi chiarendo che aveva incluso nei conteggi anche gli aerei da addestramento, da turismo e addirittura quelli in produzione. Il vero numero degli aerei efficienti al combattimento era, secondo Balbo, 1.765. Mussolini capì che la politica dei raid oltreoceano e dei primati, peraltro da lui sostenuta, aveva distolto l'attenzione dall'efficienza bellica dell'Arma azzurra.
Nel 1939 fu nominato consigliere nazionale della Camera dei Fasci e delle Corporazioni
Nel settembre 1939, durante una riunione dei capi di stato maggiore delle forze armate (gli altri erano l'ammiraglio Domenico Cavagnari e il Maresciallo d'Italia Pietro Badoglio), si oppose alla preventivata entrata in guerra, dichiarando a Mussolini l'impreparazione della propria forza armata. In quella occasione Valle propose di sospendere la vendita del lotto di bombardieri S.79 alla Jugoslavia, a beneficio della Regia Aeronautica, ma non venne ascoltato. Il 10 novembre 1939 viene sostituito dal generale di squadra aerea Francesco Pricolo. Dopo la fine della seconda guerra mondiale gli vengono mosse numerose accuse (illecito arricchimento, fascistizzazione della forza, ecc...) e nel 1947 è sottoposto a processo, dal quale esce assolto. Decorato di una medaglia d'oro al valore aeronautico e di due medaglie d'argento al valor militare, è deceduto a Roma il 20 luglio 1975.

## Carriera sportiva

Alcuni atleti di varie società romane, tra cui Valle (sotto la prima bandierina a sinistra) in veste di atleta della Società Podistica Lazio, insieme anche ad altri biancocelesti tra cui Olindo Bitetti (alla sua destra).

In gioventù è stato tra i primi membri della Polisportiva S.S. Lazio, nonché atleta, ed il 18 marzo 1932 fu eletto presidente onorario del sodalizio biancoceleste. Fu un eccellente podista, campione studentesco sulla distanza di 20 km. Il 13 marzo 1904 partecipa al "Premio Lazio", gara di 20 km, classificandosi in tempo utile. Tra il 1913 ed il 1925 partecipa a numerose gare di mongolfiere in Francia, Belgio, Stati Uniti, Svizzera e Spagna.

## Opere
- I miei trent'anni di volo, edizione limitata di 200 copie con autografi dannunziani, A. Mondadori, Milano, 1939.
- La dottrina - lo spirito, dal volume speciale dedicato alle Forze Armate in Rassegna Italiana, giugno 1939.
- Uomini nei cieli, Centro Edit. Nazionale, Roma, 1958.
- Pace e guerra nei cieli, Giovanni Volpe Editore, 1966.